# 中原正純
中原 正純（なかはら まさずみ、1940年（昭和15年）9月11日 - 2016年（平成28年）11月10日）は、日本の政治家。長野県駒ヶ根市長。

## 来歴
現在の駒ヶ根市出身。長野県赤穂高等学校卒業。昭和46年（1971年）駒ヶ根市議会議員に初当選し、のちに議長を務める。昭和63年（1988年）駒ヶ根市長選挙に当選し、5期務めた。在任中は国道153号伊南バイパスの建設に尽力し、平成の大合併では、上伊那郡3町村との「中央アルプス市」構想を推進したが、反対多数の住民の意向を受けて断念した。
その他、長野県市長会長、全国市長会副会長、全国土地改良事業団体連合会副会長などを歴任した。平成10年（1998年）藍綬褒章、平成22年（2010年）旭日中綬章受章。
2016年11月10日、肺がんのため死去。76歳没。叙従四位。